# 卵叶鼠耳芥
卵叶鼠耳芥（学名：Arabidopsis wallichii）为十字花科鼠耳芥属的植物。分布在中亚、巴勒斯坦、克什米尔、伊朗、喜马拉雅山、阿富汗以及中国大陆的西藏等地，生长于海拔2,500米的地区，常生于山沟水边，目前尚未由人工引种栽培。